# Aruba dushi tera
Aruba dushi tera (Aruba zalig land) is het officiële volkslied van Aruba. Het lied, een wals, werd geschreven door Padú Lampe met een compositie van Rufo Wever. Het werd op 18 maart 1976 officieel aangenomen als volkslied. 

## Ontstaan
Op 16 januari 1976 stelde het Bestuurscollege van Aruba een adviescommissie in met de opdracht te komen met een volkslied dat rekening hield met "Aruba dushi tera". Dit lied was al erg populair onder de bevolking en dateerde uit de beginjaren 50. In de commissie hadden zitting Rufo Wever (voorzitter), Eddy Bennett, Maybeline Arends-Croes en Hubert (Lio) Booi. De commissie adviseerde de melodie van het "oude" Aruba dushi tera niet te bewerken tot een mars, doch het aantal coupletten uit te breiden. Het derde couplet werd door Hubert Booi geschreven.

## Tekst
Aruba patria aprecia 

nos cuna venera

Chikito y simpel bo por ta

pero si respeta.
Refrein:

O, Aruba, dushi tera

nos baranca tan stima

Nos amor p’abo t’asina grandi

cu n’tin nada pa kibr'e,
cu'n tin nada pa kibr'e.
Bo playanan tan admira

cu palma tur dorna

Bo escudo y bandera ta

orguyo di nos tur!
Refrein
Grandeza di bo pueblo ta

su gran cordialidad

Cu Dios por guia y conserva

su amor pa libertad!
Refrein

### Nederlandse vertaling
Aruba gewaardeerd vaderland

Onze vereerde bakermat

U mag klein en eenvoudig zijn

Maar u wordt  toch gerespecteerd.
Refrein
Oh, Aruba, mooi land

Onze rots zo geliefd

Onze liefde voor u is zo groot

Dat niets die kan breken,

Dat niets die kan breken.
Uw stranden zo bewonderd

Alle met palmbomen versierd

Uw wapen en uw vlag

Zijn de trots van ons allen !
Refrein
Het indrukwekkendste van onze bevolking

Is haar geweldige hartelijkheid

Dat God haar moge leiden en 

Haar liefde voor vrijheid moge behouden !
Refrein